# John Westbrook
John Westbrook (Teignmouth, Devon; 1 de noviembre de 1922-Londres, 16 de junio de 1989) fue un actor británico de teatro, cine y televisión.

## Biografía
Nacido en Teignmouth, Devon, John Westbrook trabajó principalmente en teatro y radio, pero también hizo apariciones ocasionales en cine y televisión. Su papel más famoso fue como Christopher Gough en la película La tumba de Ligeia, de Roger Corman. Conocido por su voz profunda y suave, también grabó obras de radio y audiolibros, y en la película animada basada en la novela El Señor de los Anillos, de J. R. R. Tolkien, que fue dirigida por Ralph Bakshi y en la que prestó su voz al personaje de Bárbol. También grabó los papeles hablados en las obras corales/orquestales An Oxford Elegy, de Ralph Vaughan Williams, y Morning Heroes, de Arthur Bliss; así como el papel del narrador en Edipo Rey de Stravinsky, dirigido por el compositor.
Actuó en muchas obras de Shakespeare, que incluyeron el papel principal en Ricardo II en el Teatro Citizens en Glasgow, en 1956; el Príncipe de Marruecos y el duque de Venecia en El mercader de Venecia para BBC Television en 1955; Teseo en El sueño de una noche de verano para BBC Television en 1958; y Próspero en La tempestad para el Teatro Bristol Old Vic en 1960. En la radio interpretó a Casio en Otelo; Fortinbras y más tarde el Fantasma en Hamlet; Banquo en Macbeth, etc.
También para BBC Radio fue un Jesús notablemente bueno en la última reposición de The Man Born to Be King de Dorothy L. Sayers. Esta producción se ha repetido durante un largo período, más recientemente en la Navidad de 2008 en BBC Radio 7. También interpretó a Jesús en producciones teatrales de festivales como York Mystery Plays, y muchos otros trabajos con un tema religioso como su interpretación del arzobispo Tomás Becket en Asesinato en la catedral. Las apariciones comparativamente raras en Londres incluyeron The River Line en lo que entonces era el Strand Theatre en 1952.
El trabajo televisivo incluyó interpretar los papeles históricos de James II en la miniserie de la BBC de 1969 The First Churchills y Lord Blandford en la miniserie de Thames de 1974 Jennie: Lady Randolph Churchill.
Apareció en recitales de poesía en todo el Reino Unido, incluido su propio programa en solitario The Ruling Passion.
Murió el 16 de junio de 1989 a los 66 años en Ridgewell, Halstead, Essex.

## Filmografía parcial
| Año       | Título                                       | Rol                                                  | Notas         |
| --------- | -------------------------------------------- | ---------------------------------------------------- | ------------- |
| 1951      | There Is Another Sun                         |                                                      | Sin acreditar |
| 1957      | Huntingtower                                 |                                                      | 1 episodio    |
| 1957      | Thunder in the West                          |                                                      |               |
| 1957      | Rupert of Hentzau                            |                                                      |               |
| 1959      | Un lugar en la cumbre                        |                                                      |               |
| 1955-1959 | BBC Sunday-Night Theatre                     |                                                      | 4 episodios   |
| 1960      | On Trial                                     |                                                      | 1 episodio    |
| 1960      | Foxhole in Cairo                             |                                                      |               |
| 1962      | Dinero en llamas                             |                                                      |               |
| 1964      | La máscara de la muerte roja                 |                                                      | Sin acreditar |
| 1964      | La tumba de Ligeia                           |                                                      |               |
| 1965-1966 | ITV Play of the Week                         |                                                      | 2 episodios   |
| 1969      | The First Churchills                         |                                                      | 6 episodios   |
| 1970      | The Main Chance                              |                                                      | 1 episodio    |
| 1971      | Hine                                         |                                                      | 1 episodio    |
| 1972      | Justice                                      |                                                      | 1 episodio    |
| 1972      | The Edwardians                               |                                                      | 1 episodio    |
| 1974      | Doctor Watson and the Darkwater Hall Mystery | Bradshaw                                             |               |
| 1978      | El Señor de los Anillos                      | Treebeard - Ent Leader / Lord Celeborn of Lothlorien | Voz           |
| 1980      | North Sea Hijack                             | Dawnay                                               |               |